# Enforcers (cómics)
Los Enforcers (Ejecutores) son un equipo de supervillanos que aparecen en los cómics estadounidenses publicados por Marvel Comics, generalmente como adversarios de los superhéroes Spider-Man y Daredevil. Los Enforcers originales estaban formados por Montana (Jackson Brice), Ox (Raymond Bloch) y Fancy Dan (Daniel Brito).

## Historial de publicaciones
Creado por el escritor y editor Stan Lee y el artista y coescritor Steve Ditko, del equipo de primera aparición fue en The Amazing Spider-Man # 10 (marzo de 1964).
Los Enforcers aparecen a menudo en los primeros números de The Amazing Spider-Man, debutando en el # 10, y regresando en el # 14 y # 18-19, en los últimos dos temas formando equipo con el supervillano Hombre de Arena. El equipo aparecería en Daredevil # 356-357, y Dazzler # 7-8, y lucharía contra Spider-Man nuevamente en Marvel Team-Up # 39-40 y # 138, The Spectacular Spider-Man # 19-20, Spider-Man (serie de 1990) #94-95, Spider-Man, vol. 2, # 28 y en otros lugares.

## Biografía
Los Enforcers son un grupo de asesinos a sueldo y extorsionistas, cada uno con una experiencia en un área única diferente del combate, cuyo objetivo es ayudar a varios empresarios de la toma de control de las bandas criminales de la ciudad de Nueva York. En su primera aparición, los Enforcers ayudaron al Big Man (Frederick Foswell) en su intento de hacerse con el control de las bandas criminales de la ciudad de Nueva York. Ellos se enfrentaron con el superhéroe Spider-Man por primera vez, y son derrotados por él. Ellos fueron empleados posteriormente por el empresario corrupto Norman Osborn, ellos contrataron a cerrar el Flophouse de Malone en un intento por ganar la tierra. Sin embargo, el entonces amnésico Malone se reside a Namor el Sub-Mariner frustrado por ellos, después destruir equipo de construcción de Osborn. En su próximo, ellos ayudaron al Duende Verde en su primer intento fallido de eliminar a Spider-Man, pero de nuevo fueron derrotados y encarcelados. Poco después, se unió a fuerzas con el Hombre de Arena para someter a la Antorcha Humana en un punto donde se creía que Spider-Man se había convertido en un cobarde, pero son derrotados por la fuerza combinada de Spider-Man y la Antorcha Humana.
Los Enforcers chocan repetidamente con Spider-Man y ocasionalmente con otros héroes como Daredevil. Foswell finalmente es desenmascarado, pero luego se reforma y es asesinado. Después de que Ox, más tarde, también parece haber sido asesinado, Montana y el equipo Fancy Dan con un nuevo Big Man, así como también con Hombre de Arena y un nuevo Maestro del Crimen, Nick Lewis, Jr., hijo del original. Durante una batalla en la que el equipo es derrotado por Spider-Man, Antorcha Humana y Hijos del Tigre, Maestro del Crimen dispara al nuevo Big Man, aprendiendo tardíamente que este "Gran Hombre" era, de hecho, una mujer - Janice Foswell, hija del interés romántico original y del joven Lewis.
Los Enforcers fueron contratados por el Lightmaster, que introdujo un nuevo Ox, el hermano gemelo de Raymond Bloch Ronald Bloch, al equipo. Los Enforcers son una vez más derrotados por Spider-Man. Más tarde combaten a la superheroína Dazzler.
Los Enforcers vuelven con los nuevos miembros de Snake Marston, un maestro contorsionista y Hammer Harrison, un boxeador que utilizó dos guantes de acero. Los Enforcers vienen bajo el empleo de Kingpin, pero fueron derrotados por Spider-Man y el Hombre de Arena ya reformado. En esta línea solo aparecen una vez más, a luchar contra Daredevil.
El Ox original (Raymond Bloch) es revivido por el cerebro criminal Kingpin. No está claro si se trata de Raymond o Ronald Bloch quien aparece con Montana y Fancy Dan en batallas posteriores con Spider-Man y She-Hulk.
Durante los acontecimientos conocidos como el superhéroe de Civil War, ya sea Raymond o Ronald Bloch y Snake Marston son reclutados en los Thunderbolts, un equipo de villanos reformados.
Más tarde, volvieron juntos a trabajar para el Señor Miedo, lo que les enfrentó directamente contra Daredevil. Después del arresto de Mr. Miedo, los Enforcers se toman en trabajar para la organización criminal de Capucha.
Tras los acontecimientos de la historia "Spider-Man: Brand New Day", los Enforcers son clientes en el bar sin nombre. Se toman las apuestas con una persona que se hace llamar "El corredor de apuestas", sobre si Spider-Man se mostrará a la batalla "Basher", un villano desconocido que afirmaba haber luchado contra Spider-Man. Spider-Man se presenta, pero se revela como una falsificación cuando el real se muestra. Los Enforcers deciden vengarse del corredor de apuestas, la captura de él. El padre de Bookie llama Spider-Man para ayudar, y él está de acuerdo en ayudar. Spider-Man derrota a Fancy Dan y Montana, y ayuda a Ox de ser aplastado por una montaña rusa que ha caído. Agradecido por los puños de Ox, se compromete a venir en silencio.
En el origen de las especies, Spider-Man va en contra de los villanos después que el bebé de Amenaza, le fue robada por El Camaleón. Los Enforcers en realidad no formaban parte de este grupo en el que citaron "somos los Enforcers, no The Kidnappers". Ellos quedaron atrapados en el fuego cruzado de todos modos cuando el Hombre de Arena trata de reclutarlos para unirse a él.
Montana entonces comenzó a trabajar para Kingpin. Durante una pelea que resultó en la oficina desmoronamiento del Kingpin, el Hobgoblin lo deja caer a su muerte para tomar su lugar como la mano derecha de Fisk.
Los Enforcers (Fancy Dan, Ox, Snake Marston y Hammer Harrison) son reensamblados por el cuarto Maestro del Crimen, quien los convence a ellos y a Black Cat para que lo ayuden a liberar a Hammerhead y Tombstone fuera de la Isla Ryker. Spider-Man y Wraith previenen el intento de ruptura, y se revela que el Maestro del Crimen es un impostor al que el Señor Negativo había ordenado asesinar a Hammerhead y Tombstone.

## Miembros
El grupo se compone en:
- Fancy Dan: Un diminuto artista marcial. Daniel Brito nació en Brooklyn, Nueva York. Tiene una gran habilidad con el judo, karate, y el juego de piernas.

- Ox: Raymond Bloch es un hombre de fuerza bruta y el hermano de Roland Bloch. Muere a manos de Daredevil.

- Montana: Jackson Brice es un experto lazo wielder.

Otros miembros posteriores incluyen a:
- Ox II: Roland Bloch es un hombre fuerte bruta y el hermano de Raymond Bloch. Se convirtió en el segundo Ox después de la aparente muerte de Raymond.

- Snake Marston: Sylvester Marston es un contorsionista experto.

- Hammer Harrison: Willard Harrison es un boxeador experto que llevaba guantes de acero.

## Otras versiones

### Tierra X
En la Tierra X de realidad, las hace cumplir consistía en Fancy Dan, Ox y Montana con Buitre como una adición posterior. Ellos serían contratados por el presidente Norman Osborn para actuar como sus guardaespaldas. Sin embargo, los Enforcers fracasarían en esta tarea cuando el Cráneo llegó a Nueva York para hacerse cargo de los Estados Unidos. Como todos los que se encuentran con el cráneo, los Enforcers se pondría bajo su control y Norman Osborn serían asesinados. El destino de los Enforcers tras la muerte del Cráneo permanecen sin revelar.

### Marvel Noir
En Spider-Man Noir, los Enforcers son el músculo que trabajan para el jefe de la mafia de Norman Osborn, también conocido como el Duende. Al igual que el resto de los matones del Goblin (Kraven y Adrian Toomes), son antiguos secuaces.

### MC2
Fancy Dan hace un cameo en una edición de The Amazing Spider-Girl como el dueño de una compañía llamada Brito importaciones y el líder de las bandas de Brooklyn.
El Enforcer aparece cuando Spider-Girl terminó dentro de la mente de su padre, la observación de su primer encuentro con el original Duende Verde.

### Ultimate Marvel
En el universo alternativo Ultimate Marvel de continuidad, los Enforcers fueron re-imaginados como sicarios para Kingpin, y enfrentados a Spider-Man. Los siguientes cambios tuvieron lugar:
- Frederick Foswell se llamaba Mr. Grande y no se asoció con el Daily Bugle - pero las cintas de vídeo de su asesinato prematura por el Kingpin fueron enviados a Ben Urich y utilizados para un Daily Bugle Exclusivo.
- "Fancy Dan" fue re-imaginada como un joven pistolero y fue llamado Dan Crenshaw.
- "El Buey" fue re-imaginada como un dominicano Negro llamado Bruno Sánchez.
- "Montana" tenía el nombre civil de Montana Bale y usó un látigo en lugar de un lazo (aunque a menudo lo utilizó para estrangular a Spider-Man y como un lazo).

Después de perder tres veces a Spider-Man, además de miembro no oficial Electro, los Enforcers son supuestamente disueltos.
Mucho más tarde, volvieron a estar juntos a trabajar para Hammerhead. Esto les enfrentó directamente contra su antiguo empleador.

## En otros medios

### Televisión
- En 1967 Spider-Man, aparecen en el episodio "Blueprint para el crimen" de la historieta, buey y Montana (conocida como Cowboy) fueron empleados por el villano del trazador de robar los planos de misiles.

- Los Enforcers aparecen en The Spectacular Spider-Man, con Fancy Dan voz de Phil LaMarr, Buey voz de Clancy Brown y más tarde por Danny Trejo, y Montana voz de Jeff Bennett, en que aparecen en el primer episodio, "La supervivencia del más apto ", junto con Hammerhead. En el episodio que son empleados por el gran hombre que está en secreto. En el show, los Enforcers utilizan moderno armamento, trajes y equipo. Montana es el líder y estratega del equipo, con un acento sureño fuerte. Él maneja un lazo y utiliza un helicóptero de ataque con varias armas y da las órdenes al resto del equipo (aunque en "Opening Night", que utiliza varias sábanas-juntos atado como un lazo). Ox es un hombre fuerte de mente simple. En esta versión tiene un bigote. Fancy Dan, conocido en un momento como Ricochet, es un artista marcial lo suficientemente capacitado para luchar contra Spider-Man a pesar de sus poderes sobrehumanos. Él es afroamericano, y en un momento utiliza una armadura que le permite rebotar en torno a velocidades extremas y utilizar su cuerpo como un arma. Al final del episodio, Fancy Dan y Ox son capturados, pero Montana escapa. Reaparece varios episodios más tarde como la versión de esta serie del escándalo. En cuanto a Big Man, el episodio "La Mano Invisible" aparentemente se revela a Tombstone como Big Man en esta serie. En el episodio "Terapia de grupo", los Enforcers escapan de Isla Ryker con los Seis Siniestros, después de haber sido liberado por Hombre de Arena; Sin embargo Montana se queda atrás como el escándalo mientras que Ox y Fancy Dan escapan con Hammerhead, secuaz de Tombstone. Los Enforcers se convierten en los nuevos responsables de su aplicación, debido a la Tinkerer de trajes diseñados recientemente. Fancy Dan gana la habilidad de ganar supervelocidad y toma el nombre de Ricochet. Buey gana super-fuerza, pero se queda con su nombre. Luchan contra Spider-Man en el Metro Bank, luego de escapar a la lavandería cercana para disfrazar como policías para romper en la Bóveda. Luchan de nuevo contra Spider-Man en la bóveda que contiene miles de millones de valor de oro. Ellos tratan de escapar en un tren preparado, la lucha contra Spider-Man, al mismo tiempo. Spider-Man se invierte el tren y cae el tren, destruyendo el traje de buey y perder todo su oro. Están a punto de escapar, pero Hammerhead clavan su coche, por lo tanto ser arrestado. En el episodio "Opening Night", los Enforcers fueron vistos como prisioneros en la Bóveda hasta el Duende Verde los libera a todos los prisioneros como Silvermane que alista los Enforcers para reunir a los reclusos en derrotar a Spider-Man.

- Los Enforcers aparecen en la tercera temporada de Ultimate Spider-Man: Web Warriors, episodio 17 de Navidad, "Pesadilla en las Fiestas", con Fancy Dan, voz de Steven Weber, Ox, voz de Mark Hamill, y Montana, voz de Troy Baker. En una secuencia de un sueño que se hace por Pesadilla, Spider-Man termina en el pasado en el que tiene una pelea con los Enforcers donde consiguen lejos con un camión lleno de tecnología Oscorp. Spider-Man mencionó que él no ha peleado los Enforcers desde antes de unirse a S.H.I.E.L.D. Gracias a su buena y mala conciencia (donde Pesadilla se hacía pasar por su mala conciencia), fluidos por la web de Spider-Man se repone cuando se las arregla para ponerse al día a los Enforcers, donde Spider-Man termina peleando con Ox y Montana en la parte superior del camión mientras que Fancy Dan conduce el camión. Spider-Man usa los elementos laminares hasta Ox y Montana y los deja palmeados para arriba en un poste de luz. Entonces Spider-Man usa sus elementos laminares hasta Fancy Dan y que el buen trabajo de conciencia consciente y lo malo de Spider-Man es detener el camión.

### Videojuegos
- En los planes anteriores para el juego de Spider-Man 3, los Enforcers fueron planeados para estar en el juego como los líderes de las tres bandas en las misiones de las guerras de pandillas en la PS3 y Xbox 360 versiones, pero fueron cortados antes de que se hizo la primera beta.

- La versión Noir de los Enforcers aparece en Spider-Man: Shattered Dimensions. Ellos fueron mencionados y parecen trabajar para Hammerhead. Uno de los secuaces de Hammerhead afirman que Fancy Dan "The Ladies Man" fue encontrado muerto en un bote de basura, aparentemente por coquetear con la novia de Hammerhead, Janice Foswell. Ox fue mencionado para ser el más estúpido de los Enforcers. Snake Marston se menciona también.

- Los Enforcers aparecen en el videojuego Marvel Héroes. Secuestraron al súper héroe Speedball y casi lo mata. Sin embargo, se ven atrapados en el acto por Jean DeWolff que los mata a todos.